# Aveia
Aveia ou Aveia vestina est une ancienne préfecture romaine, située sur le territoire des Vestins . 
Le site archéologique se trouve sur le territoire actuel de Fossa, sur le tracé de la via Claudia Nova, au sud-est de L'Aquila.

## Zone archéologique
La première identification du site archéologique a été réalisée par le jésuite Vito Maria Giovenazzi en 1773.

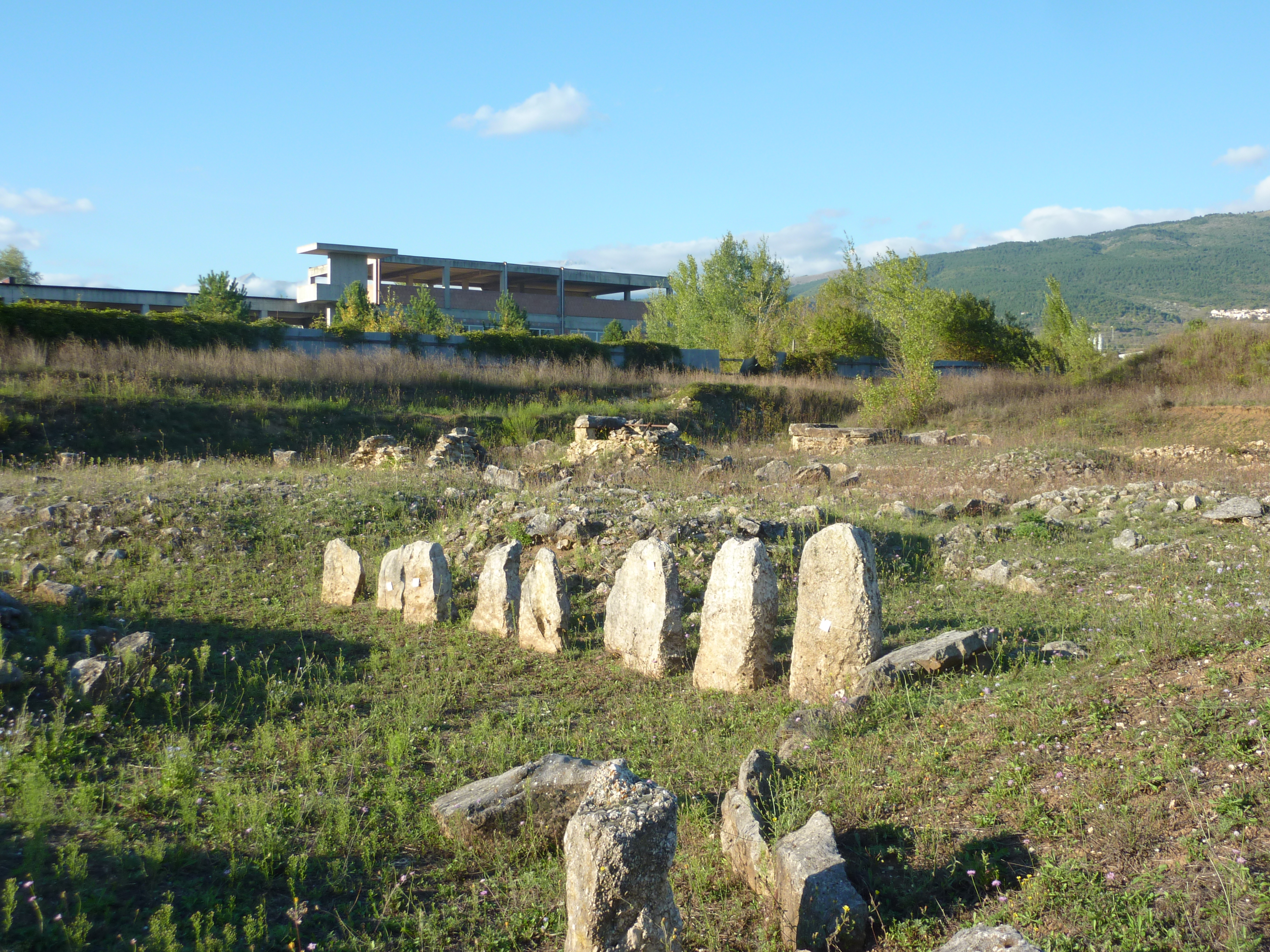
La nécropole de Fossa

Les découvertes archéologiques les plus nombreuses sont celles relatives aux lieux sacrés et aux cultes de la ville.
- Inscription rupestre attestant du culte de Bacchus et Sylvanus.
- Traces de murs mégalithiques, le long de la Via Osteria. Ils partaient probablement de la plaine de la nécropole, avec la via Claudia Nova, comme l'ont révélé des études de 2012, et finissaient par traverser le centre actuel de Fossa, en remontant via S. Eusanio jusqu'à la tour de l'actuel château médiéval. La tour existait à l’époque romaine et servait d’avant-poste de garde.
- Ara Fossae : sous une grotte artificielle une plaque atteste du culte du Soleil Invaincu.
- Nécropole de Fossa : Diverses découvertes de tombes de différentes époques, du Néolithique à l'époque italique et romaine. De nombreux objets funéraires sont conservés au Musée archéologique national des Abruzzes à Chieti.
- Petit aqueduc fut découvert en 1965.

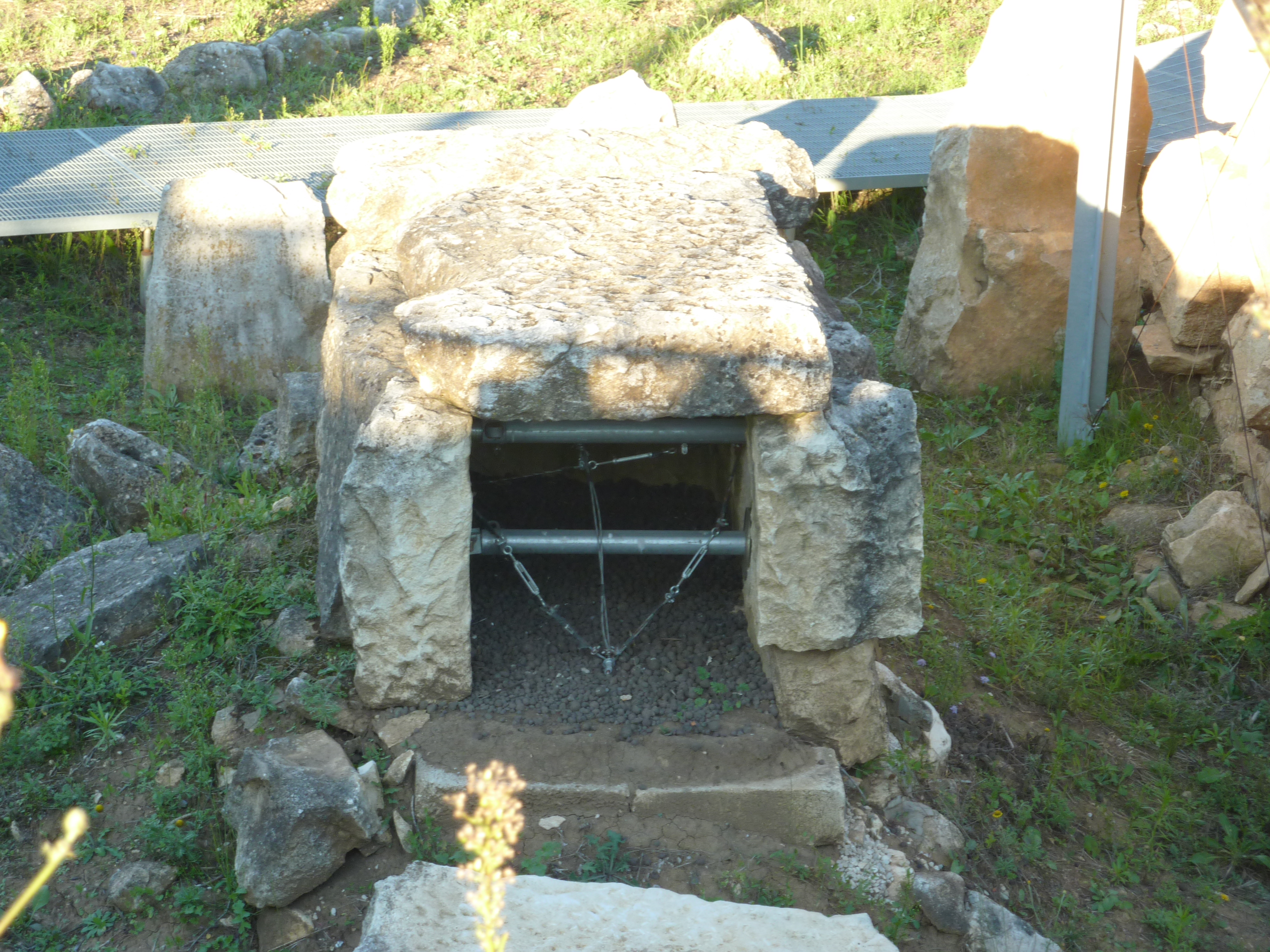
Tombes de la nécropole

La ville était bordée par la route consulaire Claudia Nova, construite par l'empereur Claude en 47. De nombreuses découvertes, comme le tracé de la voie romaine et les murs, ont été découvertes lors des travaux de reconstruction dans le centre de Fossa, après le tremblement de terre de 2009.
Aveia à l'époque du Bas Empire était importante d'un point de vue religieux, car le diocèse d'Aveia y fut établi, même s'il fut aboli au VIe sièclee siècle en raison de l'invasion lombarde. Le corps de Maxime d'Aveia, martyrisé à Aveia au IIIe siècle, fut vénéré dans un sanctuaire d'Aveia, lorsqu'il fut jeté du haut de la tour de guet du château. Le corps a ensuite été transféré pour des raisons de sécurité à Forcona, près de L'Aquila, où un nouveau diocèse a été créé dans l'ancienne église cathédrale de San Massimo.
À partir du VIIIe siècle, Aveia disparut lentement, les maisons furent utilisées pour de nouvelles constructions, notamment pour le château clos dominant la plaine .

### Liens connexes
- Vestins
- Maxime d'Aveia